# Hôtel Ledges
L'hôtel Ledges (en anglais : Ledges Hotel) est un hôtel américain situé à Hawley, en Pennsylvanie. Installé dans un bâtiment construit en 1890, il est membre des Historic Hotels of America depuis 2013.